# Monstrilla gibbosa
Monstrilla gibbosa is een eenoogkreeftjessoort uit de familie van de Monstrillidae. De wetenschappelijke naam van de soort is voor het eerst geldig gepubliceerd in 1995 door Suárez-Morales & Palomares-García.